# تپه اطراف شهر سوخته ۲۵۲
تپه اطراف شهر سوخته ۲۵۲ در شهرستان زابل، بخش شیب آب، دهستان لوتک، ۱۹ کیلومتری جنوب غرب پایگاه باستان‌شناسی شهر سوخته واقع شده و این اثر در تاریخ ۲۰ اسفند ۱۳۸۵ با شمارهٔ ثبت ۱۸۰۶۰ به‌عنوان یکی از آثار ملی ایران به ثبت رسیده است.